# Placa Laureada de Madrid

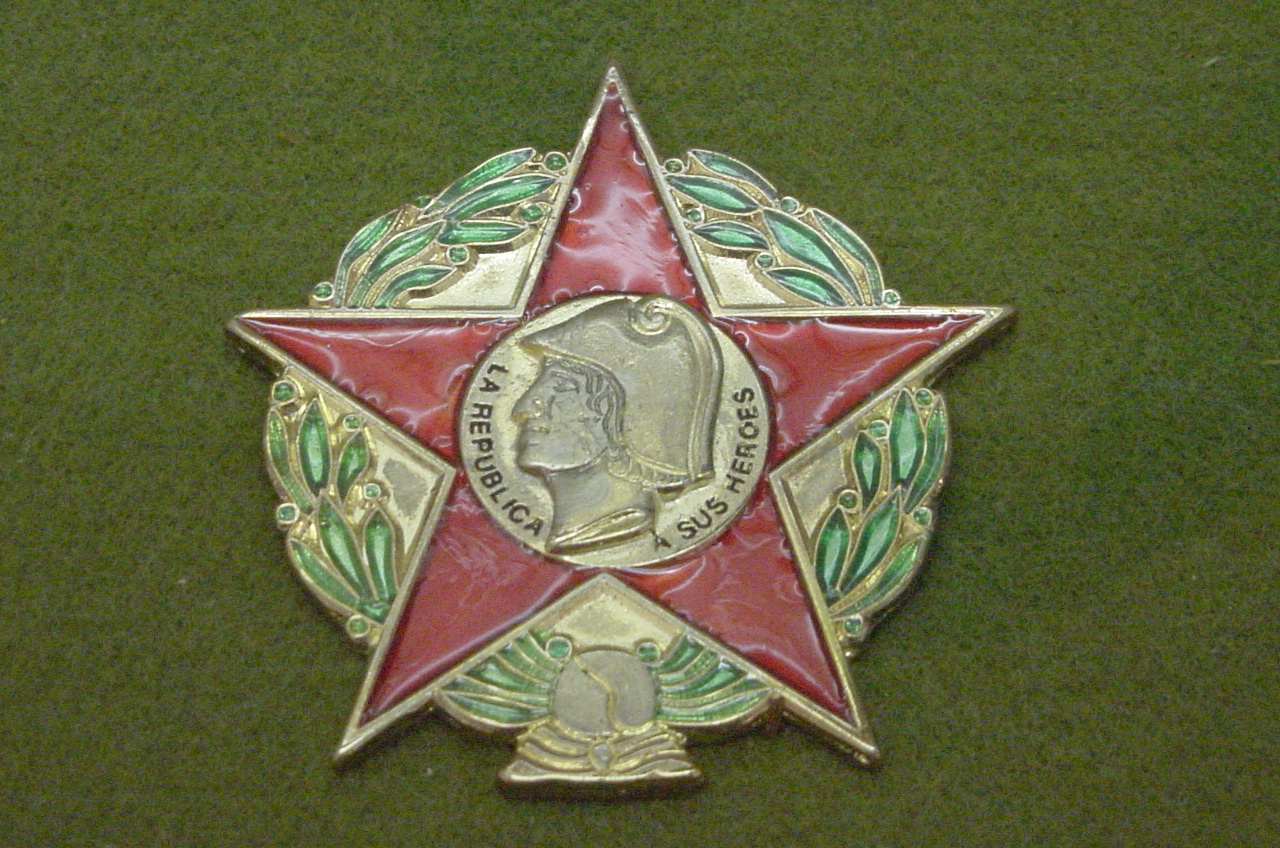
Placa Laureada de Madrid

Die Placa Laureada de Madrid war die höchste militärische Tapferkeitsauszeichnung der Zweiten Republik während des Spanischen Bürgerkriegs.
Sie wurde am 5. März 1937 per Dekret ins Leben gerufen und sollte das von den Nationalisten verliehene Cruz Laureada de San Fernando ersetzen. Die Entscheidung über die Verleihung der Placa Laureada wurde, nach einer formellen Untersuchung, von den Cortes oder dem Ministerrat getroffen. In der kurzen Zeit ihres Bestehens wurden nur acht Personen mit ihr ausgezeichnet, unter ihnen die folgenden vier: Vicente Rojo Lluch, Luis González de Ubieta, José Miaja Menant und Leocadio Mendiola.